# Sant Sebastià de Lluçà
Sant Sebastià de Lluçà és una església de Senterada (Pallars Jussà) protegida com a Bé Cultural d'Interès Local.

## Descripció
Senzilla església de planta rectangular, orientada est-oest, amb la porta oberta envers l'oest, coberta amb volta de canó i volta d'aresta a la zona presbiteral. A la zona de l'altar la volta es converteix en un quart d'esfera amb petxines a les cantonades. El presbiteri està a un nivell més alt que la resta de l'edifici. La façana està coronada amb un campanar de cadireta. A sobre de la porta d'entrada hi ha un ull de bou.
Pel que fa a l'interior, trobem bancs que s'estenen pel lateral de la nau principal, que està enllosada amb material de la zona. Els murs són fets de pedra sense treballar.

## Història
De les poques notícies documentals es desprèn que originàriament l'església de Sant Sebastià de Lluçà correspondria a una petita capella pertanyent al mas de Lluçà.